# Rekviem
A rekviem (latinul requiem) a tridenti liturgiában az elhunytak lelkéért, fekete színű miseruhában mondott szentmise, vagyis gyászmise volt. Requiemnek nevezik, mivel e szóval kezdődik („Requiem aeternam dona eis Domine, et lux perpetua luceat eis”, a. m. „Adj nekik, Uram, örök nyugodalmat és az örök világosság fényeskedjék nekik”). A tridenti gyászmisében elmaradnak az olyan örömet kifejező részek, mint a Gloria és a Credo, valamint az Alleluja; az „ite missa est” helyett azt mondta a pap: „requiescant in pace” (nyugodjanak békében); a mise végén a népre adni szokott áldás elmarad, minthogy a pap a szentmiséből nyert áldást a megholtakra alkalmazza. A gyászmisét néha a templomban felállított ravatal mellett a libera szertartás követi.
A római katolikus szertartás szerint a gyászmise részei:
- Introitus (Requiem aeternam)
- Kyrie
- Graduale (Requiem aeternam)
- Tractus (Absolve Domine)
- Sequentia (Dies irae)
- Offertorium (Domine Iesu Christe)
- Sanctus
- Agnus Dei
- Communio (Lux aeterna)

## Zeneművek
A gyászmisék ünnepélyességének emelésére sok zeneszerző írt rekviemnek nevezett egyházi zeneművet:
- Johannes Ockeghem –  Requiem
- Liszt Ferenc –  Requiem
- Cristóbal de Morales –  Requiem

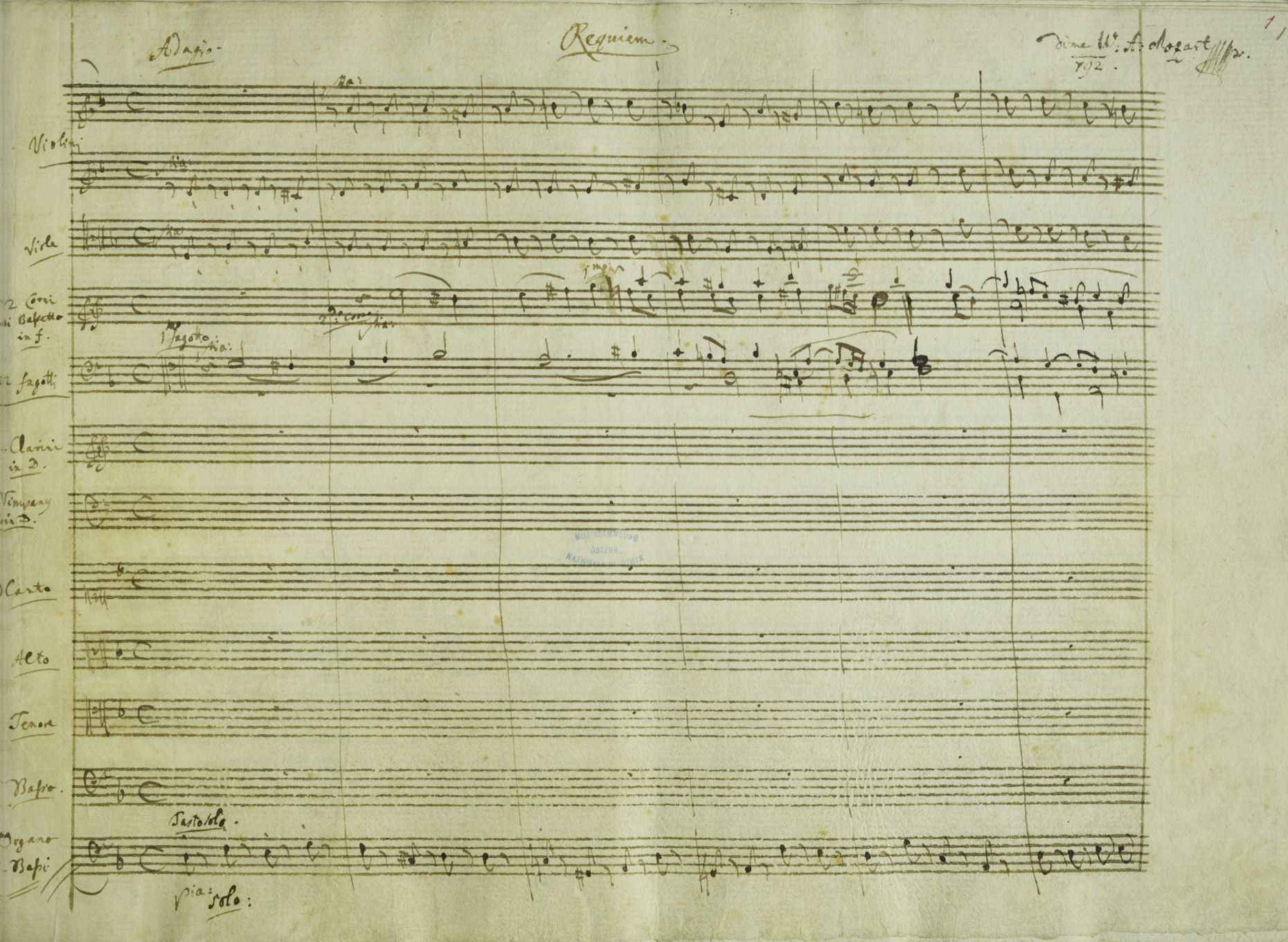
Mozart Requiem-kéziratának részlete

- Tomás Luis de Victoria –  Requiem (1605)
- Heinrich Ignaz Franz Biber von Bibern –  Requiem f-moll (1690)
- Marc-Antoine Charpentier –  Messe des morts H 7 (1698)
- Grzegorz Gerwazy Gorczycki  –  Conductus funebris (1733 – ?)
- Andrea Luchesi – Requiem (1771)
- Franz Xaver Süßmayr Ein Deutsches Requiem (1786)
- François-Joseph Gossec Missa pro defunctis (1760)
- Wolfgang Amadeus Mozart / Franz Xaver Süßmayr – Requiem d-moll KV 626 (1791)
- Antonio Salieri – Piccolo requiem (1804)
- Luigi Cherubini – Requiem c-moll (1816), Requiem d-moll (1836)
- Hector Berlioz – Requiem, Grande Messe des Morts (1837)
- Johannes Brahms – Ein Deutsches Requiem, (Német requiem) (1857–1868)
- Giuseppe Verdi – Requiem (1873–1874)
- Camille Saint-Saëns – Requiem (1878)
- John Rutter – Requiem (1985)
- Gabriel Fauré – Requiem (1887–1890)
- Antonín Dvořák – Requiem (1890)
- Benjamin Britten – War Requiem (1961)
- Roman Maciejewski – Requiem, Missa pro defunctis (1944–1960)
- Ligeti György – Requiem (1963–1965)
- Igor Stravinsky – Introitus (1965) és Requiem Canticles (1966)
- Krzysztof Penderecki – Requiem polskie (lengyel requiem) (1980–1993)
- Zbigniew Preisner – Requiem dla mojego przyjaciela (Requiem a barátomért) (1998)
- Clint Mansell – Requiem for a dream (2000)
- Dr. Hristo Tsanoff, DM – Missa pro defunctis (Requiem) (2011)
- Hidas Frigyes – Requiem (1995)
- Steve Judge – Requiem (2017)[1]
- Rick Róbert – Requiem (2017)[2]